# Joseph Görres
Johann Joseph von Görres, né à Coblence le 25 janvier 1776, mort à Munich le 29 janvier 1848, est un écrivain allemand.

## Biographie
Né à Coblence, il étudie dans un collège dirigé par le clergé catholique romain. Les sympathies du jeune Görres vont dès le début à la Révolution française, et la conduite des émigrés français en Rhénanie le confirme dans sa haine des princes. Il harangue les clubs révolutionnaires et insiste sur l'unité des intérêts qui unissent toutes les nations civilisées entre elles. Il fonde un journal républicain appelé Das rote Blatt, et plus tard le Rübezahl, dans lequel il condamne rapidement l'administration des provinces rhénanes par la France, après l'abandon de la République de Mayence.

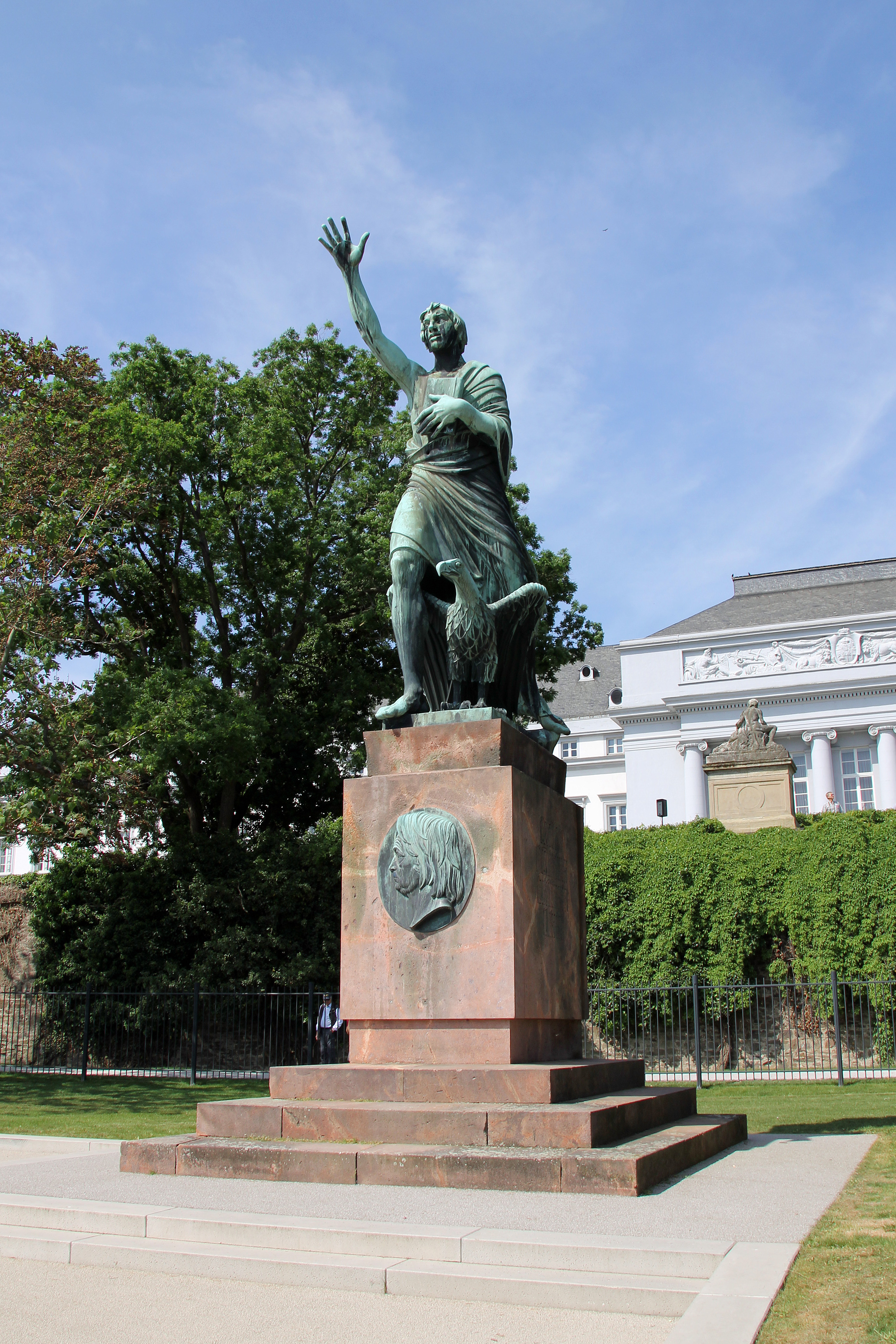
Monument pour Joseph Görres à Coblence

Après le traité de Campo-Formio (1797), il y a l'espoir que les provinces rhénanes seraient constituées en une république indépendante. En 1799, les provinces envoient une ambassade, dont Görres est membre, à Paris pour soumettre leur cas au Directoire. L'ambassade arrive à Paris le 20 novembre 1799; quelques jours avant, Napoléon Bonaparte s'est emparé du pouvoir par le coup d'État du 18 brumaire. Avec un certain retard, il reçoit l'ambassade ; mais la seule réponse qu'ils obtiennent est « qu'ils pourraient compter sur la parfaite justice, et que le gouvernement français ne perdrait jamais de vue leurs désirs. » À son retour, Görres publie un tract appelé Resultate meiner Sendung nach Paris, dans lequel il passe en revue l'histoire de la Révolution française.
Durant les treize années de la domination napoléonienne, Görres vit une vie calme, se consacrant principalement à l'art ou à la science. En 1801, il se marie avec Catherine de Lasaulx et, pendant plusieurs années, enseigne à l'école secondaire de Coblence; en 1806, il se déplace à Heidelberg, où il devient conférencier à l'université. Principal membre du groupe romantique de Heidelberg, il édite en collaboration avec Clemens Brentano et Achim von Arnim le fameux Zeitung für Einsiedler (rebaptisé, par la suite, Tröst Einsamkeit) et, en 1807, il publie Die deutschen Volksbücher. Il retourne à Coblence en 1808, où il trouve une nouvelle place d'enseignant dans une école secondaire, financée par des fonds municipaux. Il étudie alors le persan et, en deux ans, publie Mythengeschichte der asiatischen Welt, qui est suivi, dix ans après, par Das Heldenbuch von Iran, une traduction d'une partie de Shâh Nâmâ, le poème épique de Firdawsi.
En 1813, il embrasse la cause de l'indépendance nationale et, l'année suivante, fonde Der rheinische Merkur. L'extrême sérieux du journal, l'audacieuse franchise de son hostilité à Napoléon et sa fière éloquence lui assurent presque immédiatement une position et une influence uniques dans l'histoire de la presse allemande. Napoléon lui-même l'appelle la cinquième puissance. Il réclame une Allemagne unifiée, avec un gouvernement représentatif, mais avec un empereur - Görres abandonne le républicanisme de sa jeunesse. Quand Napoléon est en exil à l'île d'Elbe, Görres écrit une proclamation imaginaire publiée par lui au peuple; l'extrême ironie dont il fait preuve est si voilée que nombre de Français la confondent avec une proclamation originale de l'Empereur. Görres critique la seconde paix de Paris (1815), déclarant que l'Alsace et la Lorraine devraient être retirées à la France.
Le Congrès de Vienne donne la Rhénanie à la Prusse. Coblence en est le chef-lieu. Le baron Karl vom Stein utilise le Merkur, pour diffuser ses idées. Mais Karl August von Hardenberg, en mai 1815, appelle Görres à prendre garde de ne pas soulever l'hostilité contre la France, mais contre le seul Napoléon. Dans le Merkur, on trouve aussi une réelle antipathie à l'égard de la Prusse, une continuelle expression du désir que le prince autrichien assume le titre impérial et une tendance au libéralisme prononcé - ce qui le rend plus désagréable à Hardenberg et à son maître, Frédéric-Guillaume III. Görres néglige les avertissements que lui envoie la censure et continue à faire montre de la même férocité dans son journal. Aussi est-il supprimé au début de 1816, à l'initiative du gouvernement prussien, et, peu après, Görres perd son poste d'enseignant.
À cette époque, ses ouvrages sont sa seule source de revenu, et il devient le pamphlétaire politique le plus assidu. Dans l'ébullition qui suit l'assassinat de Kotzebue, on élabore les décrets réactionnaires de Carlsbad, dont Görres fait le sujet principal de son célèbre pamphlet Deutschland und die Revolution (1820). Dans ce travail, il passe en revue les circonstances qui ont conduit au meurtre de Kotzebue et, tout en exprimant l'horreur que lui inspire cette mort, déclare instamment qu'il n'est ni possible ni souhaitable de réprimer la libre expression de l'opinion publique par des mesures réactionnaires. Le succès de cet ouvrage est très important, malgré son style lourd. Il est interdit par le gouvernement prussien, et des ordres sont donnés pour arrêter Görres et faire saisir ses papiers. Il s'enfuit à Strasbourg, d'où il passe en Suisse. Deux autres tracts politiques, Europa und die Revolution (1821) et In Sachen der Rheinprovinzen und in eigener Angelegenheit (1822), méritent également d'être mentionnés.
Dans le pamphlet Die Heilige Allianz und die Völker auf dem Kongress zu Verona, Görres affirme que les princes se sont réunis pour briser les libertés du peuple et que le peuple doit chercher de l'aide ailleurs. Cet « ailleurs » est Rome - Görres devient, à cette époque, un auteur véhémentement ultramontain. Il est appelé à Munich par le roi Louis Ier de Bavière comme professeur d'histoire à l'université, où ses écrits jouissent d'une grande popularité. Son Christliche Mystik (1836-1842) donne une série de biographies de saints, avec une exposition du mysticisme catholique romain. Mais son plus célèbre ouvrage ultramontain est polémique. Il est écrit à l'occasion de la déposition et de l'emprisonnement par le gouvernement prussien de l'archevêque Clement Wenceslaus, à la suite du refus du prélat de sanctionner dans certaines instances le mariage entre protestants et catholiques. Görres, dans son Athanasius (1837), défend violemment le pouvoir de l'Église, bien que les libéraux qui, par la suite, se sont réclamés de Görres aient nié qu'il ait jamais combattu en faveur de la suprématie absolue de Rome. Athanasius fait l'objet de plusieurs rééditions et lance une longue et amère controverse. Dans l'Historisch-politische Blätter, un journal munichois, Görres et son fils Guido Görres (1805-1852) ont régulièrement défendu les réclamations de l'Église. Görres reçoit du roi de Bavière l'ordre du mérite pour ses services.

## Œuvres

### Ouvrages traduits en français
- La mystique divine, naturelle et diabolique (Die christliche Mystik, 1836-1842), trad. Charles Sainte-Foi (1854-1855), Paris, Poussielgue-Rusand, rééd. Hachette Livre BNF 2012-2013
  - vol. I (la mystique divine), 425 p.  
  - vol. II (la mystique divine), 364 p. 
  - vol. III (la mystique naturelle), 464 p. 
  - vol. IV (la mystique diabolique), 538 p. 
  - vol. V (la mystique diabolique), 510 p. 
  - La Mystique divine, naturelle et diabolique, trad. Charles Sainte-Foi, Grenoble, Jérôme Millon, 1992, 667 p.
  - La Mystique diabolique, trad. Charles Sainte-Foi, 588 p., rééd. 2009
- Exposition d'un système sexuel d'ontologie, Montbéliard, 1846
- Histoire de l'extatique de Caldern, trad. Charles Sainte-Foi (1842)
- Les Stygmatisées du Tyrol, ou L'extatique de Kaldern et la patiente de Capriana, trad. Léon Boré, 1843, 199 p.
- L'Allemagne et la Révolution, trad. Scheffer (1819)
- Le Bienheureux Nicolas de Flue et les confédérés à l'Assemblée de Stanz, trad. Guido Görres, 1840, 115 p.
- Le grand réformateur du seizième siècle, opposé au prétendu réformateur, trad. Félix Mertian, 1844

### Études sur Görres
- Franz Schultz, Joseph Görres als Herausgeber, Litterarhistoriker, Kritiker, im Zusammenhange mit der jüngeren Romantik dargestellt, Mayer und Müller, 1902, 248 p.